# Бетел-Айленд (Каліфорнія)
Бетел-Айленд (англ. Bethel Island) — переписна місцевість (CDP) в США, в окрузі Контра-Коста штату Каліфорнія. Населення — 2131 особа (2020).

## Географія
Бетел-Айленд розташований за координатами 38°1′44″ пн. ш. 121°38′26″ зх. д. / 38.02889° пн. ш. 121.64056° зх. д. (38.029003, -121.640566).  За даними Бюро перепису населення США в 2010 році переписна місцевість мала площу 14,41 км², уся площа — суходіл.

## Демографія
Згідно з переписом 2010 року, у переписній місцевості мешкало 2137 осіб у 1026 домогосподарствах у складі 540 родин. Густота населення становила 148 осіб/км².  Було 1327 помешкань (92/км²).
Расовий склад населення:
| - 86,2 % — білих - 2,2 % — азіатів - 1,9 % — чорних або афроамериканців - 0,7 % — корінних американців - 0,2 % — вихідців з тихоокеанських островів - 5,6 % — осіб інших рас |

До двох чи більше рас належало 3,3 %. Частка іспаномовних становила 13,1 % від усіх жителів.
За віковим діапазоном населення розподілялося таким чином: 12,2 % — особи молодші 18 років, 60,9 % — особи у віці 18—64 років, 26,9 % — особи у віці 65 років та старші. Медіана віку мешканця становила 52,8 року. На 100 осіб жіночої статі у переписній місцевості припадало 115,0 чоловіків;  на 100 жінок у віці від 18 років та старших — 118,3 чоловіків також старших 18 років.
Середній дохід на одне домашнє господарство  становив 57 820 доларів США (медіана — 35 988), а середній дохід на одну сім'ю — 77 531 долар (медіана — 58 654). За межею бідності перебувало 6,2 % осіб, у тому числі 13,1 % дітей у віці до 18 років та 6,4 % осіб у віці 65 років та старших.
Цивільне працевлаштоване населення становило 648 осіб. Основні галузі зайнятості: будівництво — 13,1 %, роздрібна торгівля — 12,7 %, освіта, охорона здоров'я та соціальна допомога — 12,5 %.